# San Giuseppe col Bambino (Reni Houston)
San Giuseppe col Bambino è un dipinto del pittore bolognese Guido Reni realizzato circa nel 1640 e conservato nel Houston Museum of Fine Arts a Houston negli Stati Uniti d'America.